# Radiodifusão comunitária

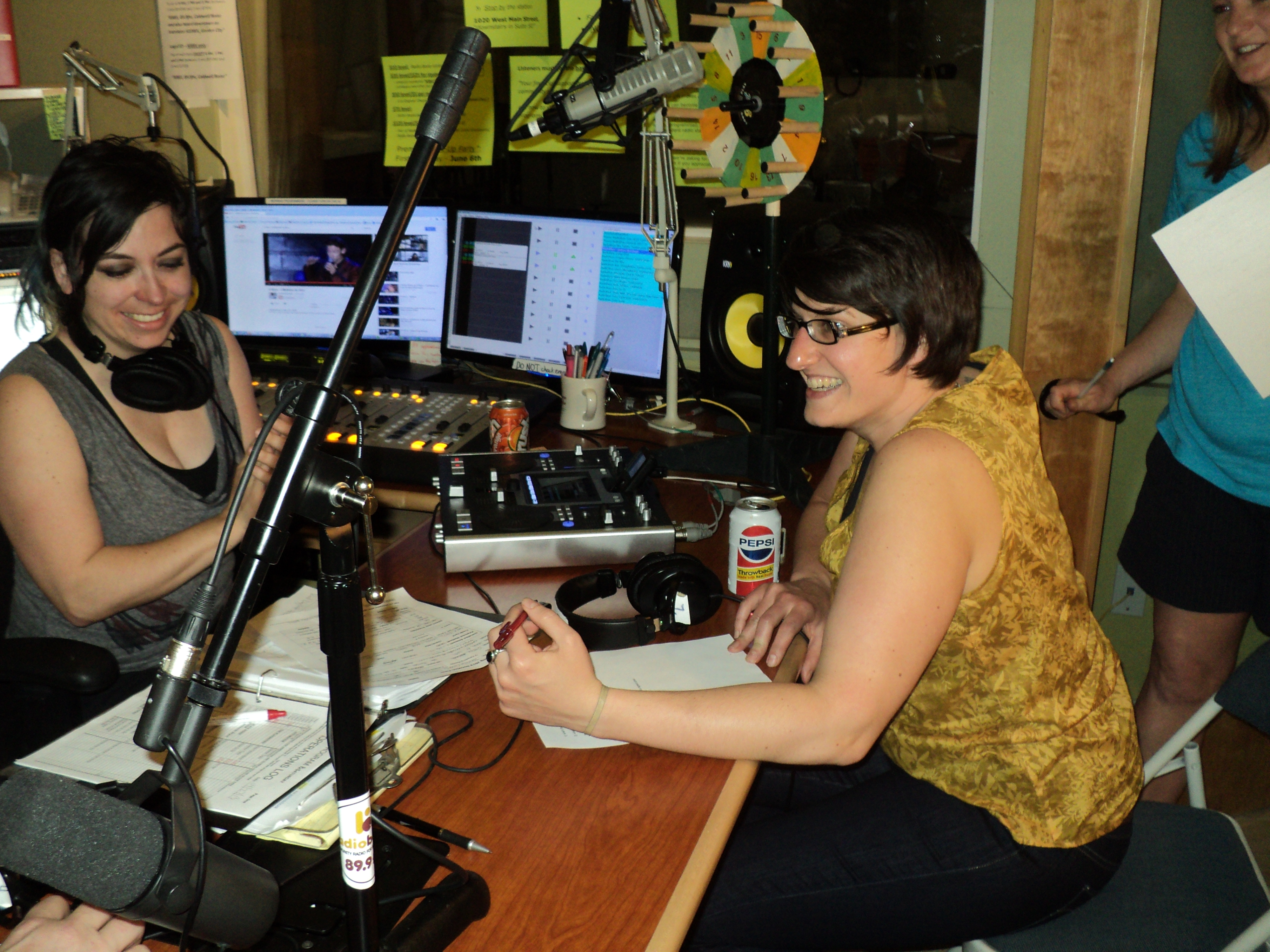
Rádio comunitária KRBX da cidade de Boise, Estados Unidos

Radiodifusão comunitária é um serviço que oferece um terceiro modelo de radiodifusão, além da radiodifusão comercial e pública. As estações comunitárias atendem comunidades geográficas e comunidades de interesse. Eles transmitem conteúdo que é popular e relevante para um público local específico, mas que é pouco atendido pelas emissoras comerciais. As rádios comunitárias são operadas, pertencem e são influenciadas pelas comunidades que servem. Eles são geralmente sem fins lucrativos e fornecem um mecanismo para permitir que indivíduos, grupos e comunidades contem suas próprias histórias, compartilhem experiências e, em um mundo rico em mídia, se tornem criadores e colaboradores da mídia.
Em muitas partes do mundo, a rádio comunitária atua como um veículo para a comunidade e o setor voluntário, a sociedade civil, agências, ONGs e cidadãos para trabalhar em parceria para promover os objetivos de desenvolvimento da comunidade, além da radiodifusão. Há uma rádio comunitária legalmente definida (como um setor de radiodifusão distinto) em muitos países, como Brasil, França, Argentina, África do Sul, Austrália e Irlanda. Grande parte da legislação incluiu frases como "benefício social", "objetivos sociais" e "ganho social" como parte da definição. A rádio comunitária se desenvolveu de forma diferente em diferentes países, e o termo tem significados um pouco diferentes no Reino Unido, na Irlanda, nos Estados Unidos, no Canadá e na Austrália, onde as leis de liberdade de expressão e a realidade diferem na prática.

## Visão, filosofia e status
As rádios comunitárias modernas servem aos ouvintes oferecendo uma variedade de conteúdos que não são necessariamente fornecidos pelas maiores rádios comerciais. As emissoras de rádio comunitárias podem levar notícias e programação de informações voltadas para a área local (particularmente grupos de imigrantes ou minorias que são mal servidos pelos principais meios de comunicação). Shows musicais especializados também costumam ser uma característica de muitas estações de rádio comunitárias. As emissoras comunitárias e piratas (em áreas onde são toleradas) podem ser valiosas para uma região. As estações de rádio comunitárias normalmente evitam transmitir uma programação semelhante a de emissoras comerciais como música Top 40 ou CHR. Um meme usado pelos membros do movimento é que a rádio comunitária "deve ter 10% de rádio e 90% de comunitária". Isso significa que as rádios comunitárias devem se concentrar em falar da comunidade e não apenas no rádio (que é um processo tecnológico); as preocupações sociais da rádio comunitária são enfatizadas pelo rádio em si. Há também uma distinção em contraste com as principais estações, que são vistas como favoráveis aos interesses comerciais ou às personalidades dos apresentadores.[carece de fontes?]

### Modelos
Existem duas abordagens filosóficas para as rádios comunitárias, embora os modelos não sejam mutuamente exclusivos. Um enfatiza o serviço e a mentalidade da comunidade, concentrando-se no que a estação pode fazer pela comunidade. O outro enfatiza o envolvimento e a participação do ouvinte.[carece de fontes?]
No modelo de serviço, a localidade é avaliada; A rádio comunitária, como uma terceira camada, pode fornecer conteúdo focado em uma comunidade mais local ou particular do que uma operação maior. Às vezes, porém, o fornecimento de conteúdo distribuído que ainda não está disponível na área de serviço da estação é visto como serviço público. Nos Estados Unidos, por exemplo, muitas estações transmitem conteúdo de fundações sem fins lucrativos como a Pacifica Radio, com base na ideia de fornecer para as emissoras conteúdo não disponível (devido à falta de apelo de um programa aos anunciantes - no caso da Pacifica, devido à sua natureza politicamente controversa).[carece de fontes?]
No modelo de acesso (ou participação), a participação de membros da comunidade na produção de conteúdo é vista como um bem em si. Embora este modelo não exclua necessariamente uma abordagem de serviço, há algum desacordo entre os dois.[carece de fontes?]

## Brasil
A Lei Nº 9.612/1998, lei de autoria de Arnaldo Faria de Sá, define as emissoras de rádio comunitárias no Brasil como pertencente a associações ou fundações que representam um público nele contido, vivendo em um bairro ou unidos por uma causa social e que a estação se define como porta-voz desse público. Elas devem operar com uma potência máxima de 25 watts ERP e a torre deve ter o limite de altura de 30 metros, que cobrem uma parte de área urbana tendo em média, um raio de 1 km. Por ter uma função cultural, a emissora não pode ter intervalos comerciais explícitos, mas sim apoios culturais de estabelecimentos localizados na área de cobertura. Os horários de programação não podem ser alugados ou vendidos a terceiros e a retransmissão de outras estações é proibida (contrariando a ideia de uma "estação de rádio comunitária"). As emissoras devem estar abertas a opiniões divergentes e a estilos de vida divergentes em relação a cada um deles. O uso para o proselitismo ideológico-político ou para apresentar uma crença específica não é permitido.
As frequências usadas para o serviço no Brasil são 87.5 MHz, 87.7 MHz, 87.9 MHz, 98.7 MHz, 104.9 MHz, 105.9 MHz, 106.3 MHz e 107.9 MHz. A frequência é reservada e a liberação somente é feita pela Anatel. A história das rádios comunitárias brasileiras é inclusiva no contexto da redemocratização brasileira na segunda metade da década de 1980. A maior cidade do país, São Paulo, por falta de frequência reservada para esse serviço, conseguiu regular essas rádios apenas em 2007, por meio de um edital público. Atualmente são cerca de 34 estações do gênero operando apenas em 87.5 MHz (diferente das frequências comumente usadas). De acordo com o novo plano de canalização, criado em 2019, apenas as frequências 87.5 MHz, 87.7 MHz e 87.9 MHz seriam reservadas ao serviço de RadCom, ocasionando na mudança de frequência em algumas cidades.
Em 10 de julho de 2018, o plenário do Senado Federal aprovou o aumento da potência das estações de rádios comunitárias de 25 watts para 150 watts, a metade efetiva de uma rádio comercial de baixa potência. O senador e autor do projeto disse que vai melhorar a cobertura nas áreas rurais onde as casas estão mais dispersas. No entanto, a Anatel pode interferir e determinar a potência máxima que pode ser transmitida, especialmente quando houver rádios comunitárias adjacentes. A proposta foi criticada pela Associação Brasileira das Emissoras de Rádio e Televisão (ABERT). No final de 2018, o ex-ministro Gilberto Kassab ordenou o fechamento de mais de 130 rádios comunitárias por irregularidades. O estado de Minas Gerais foi o que mais perdeu estações (27), seguido de São Paulo (20). Os outros 22 estados perderam 1 rádio comunitária cada um.